# Pseudomicrodon
Pseudomicrodon (лат.) — род мух-журчалок из подсемейства Microdontinae (Syrphidae). Центральная и Южная Америка. Мирмекофилы.

## Распространение
Неотропика.

## Описание
Мелкие осоподобные мухи, сходные своим желтовато-бурым цветом с осам, длина тела 7—9 мм. Голова широкая, немного шире груди. Усики относительно длинные. Лицо в профиль выпуклое, вертекс выпуклый и блестящий. Постпронотум с щетинками. Брюшко стебельчатое, овальное или с параллельными боками. Крыловая жилка R4+5 с аппендиксом достигающим сзади ячейку r4+5. Мирмекофилы, их личинки населяют муравейники, где питаются яйцами и личинками различных видов муравьёв. Таксон был впервые описан в 1937 году американским диптерологом Фрэнком Халлом (1901—1982).

## Классификация
Около 15 видов
- Pseudomicrodon auricinctus (Sack, 1931)
- Pseudomicrodon batesi (Shannon, 1927)
  - =Pseudomicrodon beebei (Curran, 1936)
- Pseudomicrodon bellulus (Williston, 1891)
- Pseudomicrodon biluminiferus (Hull[англ.], 1944)[5]
- Pseudomicrodon chrysostypus (Thompson, 2004)
- Pseudomicrodon claripennis (Hine, 1914)
- Pseudomicrodon conops (Curran, 1940)
- Pseudomicrodon corona (Curran, 1940)
- Pseudomicrodon nigrispinosus (Shannon, 1927)
- Pseudomicrodon pilosops (Marinoni, 2004)
- Pseudomicrodon polistoides Reemer, 2013[2]
- Pseudomicrodon rheochryssus (Hull[англ.], 1944)
- Pseudomicrodon seabrai Papavero, 1962
- Pseudomicrodon smiti Reemer, 2013[2]